# پیچ اشتباه ۴: آغاز خونین
پیچ اشتباه ۴: آغاز خونین (انگلیسی: Wrong Turn 4: Bloody Beginnings) فیلمی در ژانر ترسناک، اسلشر، و اکشن است که در سال ۲۰۱۱ منتشر شد. این فیلم چهارمین بخش از مجموعه فیلم پیچ اشتباه است. از بازیگران آن می‌توان به دین آرمسترانگ اشاره کرد.